# Ovocný sad na Spořilově
Ovocný sad na Spořilově v Záběhlicích v Praze je sad, který se rozkládá při ulici Na Chodovci mezi Sídlištěm Spořilov a Hamerským rybníkem.

## Historie
Historický třešňový sad nebyl v dobrém stavu. Při projektu z roku 2020, který byl podpořen Národním programem životního prostředí, získal 31 okrasných višní a 9 okrasných jabloní. Plody těchto jabloní jsou sice menší, ale ke konzumaci vhodné.
Stromy jsou vysázeny po vrstevnicích v osmi řadách na území o velikosti 4,3 hektaru.

## Parametry
- Celková rozloha: 4,30 ha[4]
- Počet stromů: původní stav neuveden; nově vysazeno 40 stromů
- Odrůdy:
  - původně třešeň; nově vysazena okrasná višeň (31 stromů)
  - okrasná jabloň; nově vysazeno (9 stromů)
- Ovoce k natrhání: ano[1]

## Zajímavosti
Do Třešňovky umístil spisovatel Jiří Marek jednu z epizod seriálu Panoptikum Města pražského, nazvanou Letní přeháňka.